# Kubb
 (juin 2012).
Si vous disposez d'ouvrages ou d'articles de référence ou si vous connaissez des sites web de qualité traitant du thème abordé ici, merci de compléter l'article en donnant les références utiles à sa vérifiabilité et en les liant à la section « Notes et références ».
Le jeu de Kubb est une combinaison de jeu de quilles et de lancer de fer-à-cheval. Le mot « Kubb » signifie bloc de bois en dialecte du Gotland (île suédoise de la Mer Baltique).
Le but est de renverser les blocs en bois de l'adversaire à l’aide de bâtons. Le vainqueur est celui qui parvient le premier, et à la fin seulement, à faucher le roi. Le jeu, qui n’est pas dépourvu de stratégie, est parfois surnommé « jeu d’échecs viking ». Les règles peuvent varier d'un pays à l'autre et de région en région.
Le jeu peut être joué sur différentes surfaces : sable, béton ou herbe. Il est facile à fabriquer soi-même.

## Histoire
On prétend souvent que le jeu remonterai à l'âge des Vikings et qu'il aurait perduré sur l'île de Gotland. Le Föreningen Gutnisk Idrott (l'Association des sports de Gotland), fondée en 1912, ne répertorie toutefois pas le Kubb comme un des jeux traditionnels de l'île. Il semble que le Kubb se pratiquait à différents endroits en Suède au début du XXe siècle, sans que l'on sache aujourd'hui quelles en étaient exactement les règles.
Remis au goût du jour dans les années 1990, Kubb a vite connu un regain de popularité. Depuis 1995 se tient le championnat du monde annuel sur l'île de Gotland.

## Déroulement
Le jeu partage certaines similitudes avec d'autres types de jeux de quilles, il s'en distingue cependant par la disposition face-à-face des adversaires.

### Les pièces

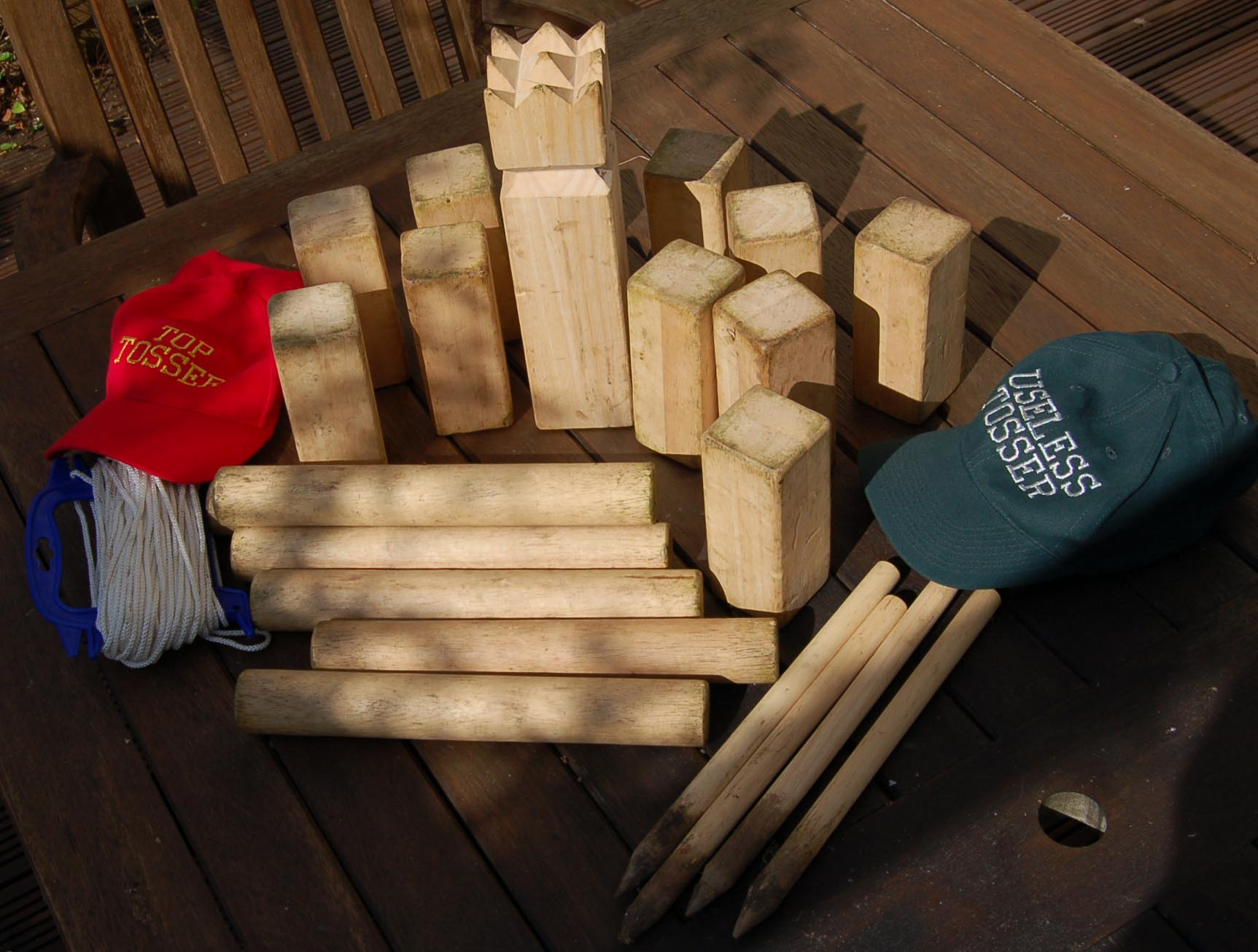
Les morceaux du grand tosser

Le jeu de Kubb est constitué de 21 pièces, extrêmement simples et faciles à fabriquer soi-même : 
- Dix kubbs (parallélépipèdes en bois de taille 15 x 7 x 7 cm environ)
- Un roi (parallélépipède en bois de taille 30 x 9 x 9 cm), dont une extrémité en biseaux figure une couronne (la tête peut être dessinée également)
- Six bâtons de lancer (cylindres en bois de taille 30 cm de long par 3 à 5 cm de diamètre)
- Quatre pieux, ou marqueurs, indiquant les coins du terrain

Hormis celle du roi, la forme des pièces varie d'un jeu à l'autre. Le musicien frison Wud Thrwyr a constitué une vaste collection de pièces antiques de Kubb, certaines extraordinairement découpées et datées du XIXe siècle. Hors des pays nordiques, où il est très répandu, le jeu de Kubb se trouve en général en boutique spécialisée ou sur internet.

### Installation

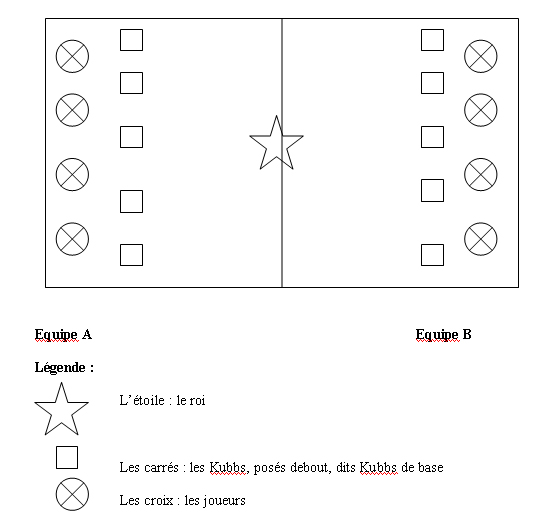
Installation du jeu

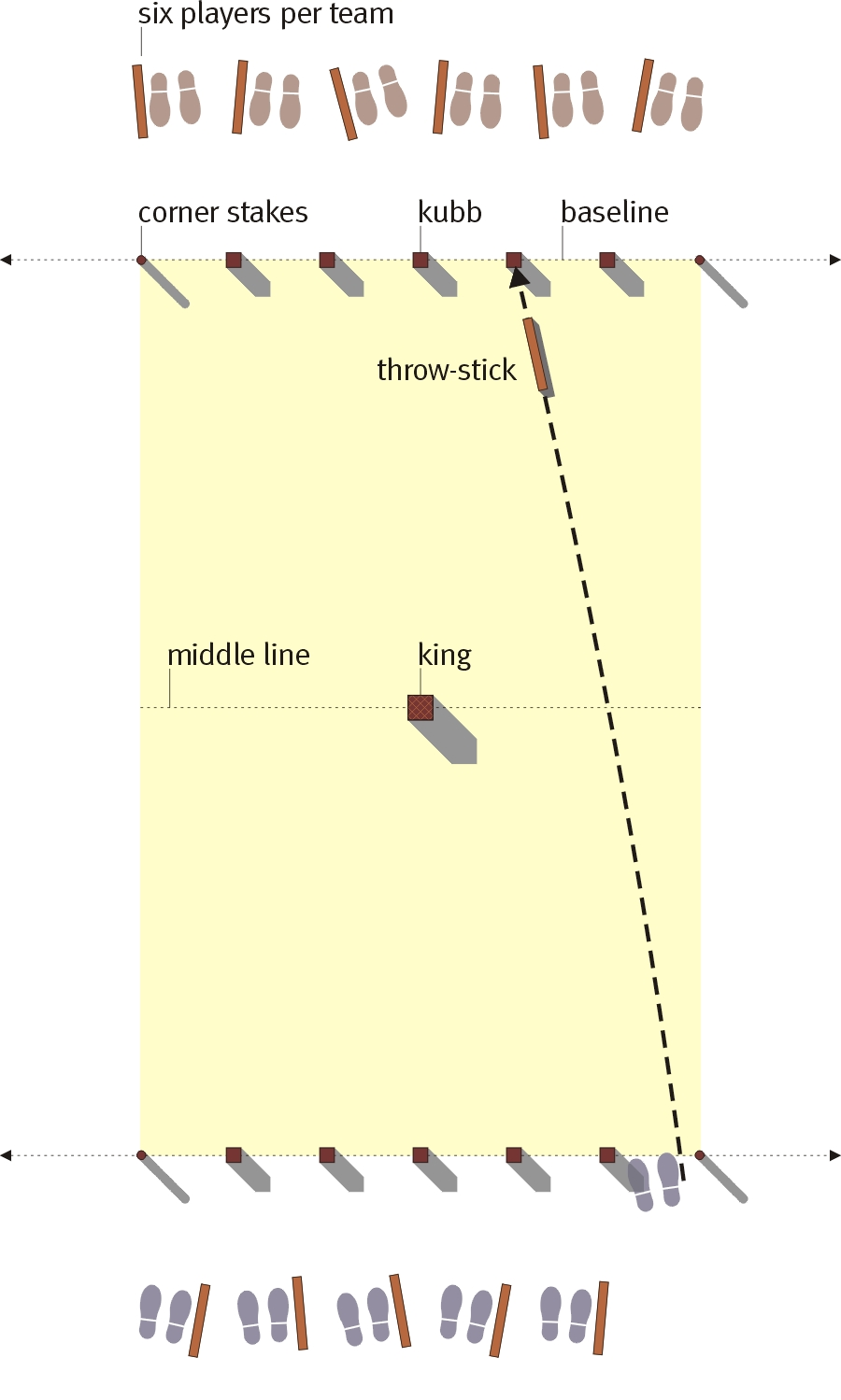
Jeu du Kubb

Kubb se joue sur un terrain rectangulaire (approximativement 5 m par 8 m). Le roi est placé au centre du jeu, à mi-chemin entre les lignes d'enjeu. Une ligne imaginaire tracée par le roi et parallèle aux deux lignes de base divise le champ en deux moitiés. Les kubbs sont installés à travers chaque ligne de base, cinq de chaque côté.
Les lancers se font de bas en haut. Il est interdit de donner au bâton des mouvements de rotation latérale (à la manière d'un freesbee). Dans l’idéal, le mouvement de lancer doit faire tourner les extrémités du bâton (la première extrémité au-dessus de la seconde, et ainsi de suite). Règle optionnelle : on ne permet pas le lancement des bâtons en longueur.

### Règles
Les règles varient souvent. En voici deux versions, une simplifiée et une avancée (pratiquée dans plusieurs pays).
Règle simplifiée
Les deux équipes se font face. Le nombre de joueurs dans chaque équipe est de six au maximum. Il y a deux phases dans le tour de chaque équipe :
1. L'équipe A lance ses six bâtons depuis sa ligne de base (sans la dépasser) vers les kubbs adverses dans le but de les renverser.
2. À la fin des six lancers, les kubbs tombés sont récupérés par l’équipe B et lancés derrière la ligne centrale (sur la moitié opposée à elle, soit dans la moitié du terrain de l’équipe A). Ces kubbs jetés s'appellent les « kubbs de champ ». S’ils tombent à plat, ils doivent être remis debout.

Le jeu change alors de main. L'équipe B lance les bâtons sur les kubbs de l'équipe A, sauf si, à l’étape précédente, des kubbs ont été renversés et se trouvent maintenant être des kubbs de champ. Dans ce cas, l’équipe B doit d’abord faire tomber les kubbs de champ avant de frapper les kubbs adverses. Les kubbs de champ atteints sont retirés du jeu (option islandaise).
Le jeu continue de cette façon jusqu'à ce qu'une équipe fasse tomber tous les kubbs de base de l’autre équipe (et qu’elle n’a aucun kubb de champ). Si l'équipe a toujours des bâtons à lancer, ses membres peuvent tenter de faire tomber le roi. Si un lanceur renverse avec succès le roi, l'équipe a gagné la partie. Cependant, si à tout moment pendant le jeu le roi est renversé par accident, l'équipe qui l’a fait tomber perd immédiatement la partie.
Règle pour adapter le niveau des joueurs
On peut facilement donner des bonus à une équipe qui en a besoin (par exemple si vous jouez contre des enfants) en lui permettant de jeter plus de bâtons.
Règle de l'empilement, pour des parties plus courtes
La règle de l'empilement (Stacking rule, en anglais) permet à un joueur qui abat un kubb de champ avec un autre kubb de champ, de les empiler (pour former une tour). Ils deviennent alors plus simple à abattre lors d'un tir groupé, ce qui a pour effet de raccourcir la durée des partie. Il est possible de multiplier les empilements, en envoyant un kubb de champ sur une tour de 2 kubbs par exemple, et ainsi former une tour de 3 kubbs.
Variante de Nouvelle-Zélande
En Nouvelle-Zélande, si un kubb de base tombe alors qu’il reste des kubbs de champ, l’équipe passe son tour. À la fin de son tour, si l'une ou l'autre équipe possède encore des kubbs de champ debout, le kubb le plus proche du roi représente maintenant la ligne de base pour l’équipe adverse et les lanceurs peuvent s’approcher près de cette ligne pour tirer.
Règle avancée
Les deux équipes se font face. Le nombre de joueurs dans chaque équipe est de six au maximum.
Pour déterminer l'équipe qui commence, chaque équipe lance un bâton le plus près du roi sans le toucher. L'équipe qui en est la plus proche commence alors. La première étape du jeu commence, l'équipe gagnante du « toss » peut soit commencer à deux lanceurs et jouer, soit choisir le terrain et ne pas jouer.
L'équipe B prend alors 2 ou 4 bâtons. Dans tous les cas, le système est le suivant on commence à 2 lanceurs, puis 4. Ensuite le jeu se joue toujours avec six bâtons. Il y a deux phases dans le tour de chaque équipe :
1. Les membres de l'équipe A jettent les bâtons en leur possession, en restant derrière leur ligne, sur les kubbs de leurs adversaires dans le but de les renverser.
2. L'équipe B ramasse tous les kubbs tombés : kubbs de champ et kubbs de base. Ils sont alors lancés de la ligne du fond par l’équipe B, derrière la ligne centrale (sur la moitié opposée à elle, soit dans la moitié du terrain de l’équipe A). Ces kubbs nouvellement jetés s'appellent les kubbs de champ. Lorsqu'ils tombent à plat, ils doivent être remis debout à l'endroit où se trouve le centre du kubb pour éviter tout litige. Les kubbs sont lancés un à un, toujours de la ligne de base. Si un Kubb vient à faire tomber un kubb de champ, on relève celui-ci à l'endroit où il se trouvait et on regroupe les deux Kubbs. Si le kubb fait tomber plusieurs kubbs de champ placés à différents endroits du terrain, on relève respectivement les kubbs de champ et on place le kubb lancé à côté de son voisin.

Si, lors du lancer, le kubb vient à sortir du terrain, il est relancé une dernière fois. En cas de nouvel échec l'équipe A place où elle veut le kubb dans sa moitié de terrain, en respectant une distance minimum d'un bâton avec les lignes du terrain et avec le roi.
Une fois tous les kubbs relancés, l'équipe B attaque avec ses bâtons (on repasse alors à la phase 1). L’équipe B doit d’abord faire tomber les kubbs de champ avant de pouvoir attaquer ceux de la ligne de base. Une fois que l’équipe B est parvenue à faucher tous les kubbs de champ, elle peut alors commencer à faire tomber ceux du fond. Si un kubb de la ligne du fond vient à tomber alors que tous les kubbs de champ ne sont pas tombés, il est relevé.
À la fin de son tour, si l'une ou l'autre équipe possède encore des kubbs de champ debout, le kubb le plus proche du roi représente maintenant la ligne de base pour l’équipe adverse et les lanceurs peuvent s’approcher près de cette ligne pour tirer les bâtons (et uniquement les bâtons).
Le jeu continue de cette façon jusqu'à ce qu'une équipe ait fait tomber tous les kubbs de l’autre équipe (kubb de champ et kubb de la ligne du fond). Si cette équipe a toujours des bâtons à jeter, elle peut tenter de faire tomber le Roi en l'attaquant de la ligne du fond. Si un lanceur renverse avec succès le roi, l'équipe gagne le jeu. Cependant, si à tout moment du jeu le roi est renversé par accident, l'équipe qui l’a fait tomber perd immédiatement le jeu.
Variante. On autorise l'attaque du roi si et seulement si l'équipe possède encore plus d'un bâton. L'attaque s'effectue alors avec un seul bâton. En cas d'échec on passe immédiatement à l'équipe adverse quel que soit le nombre de bâtons restant à l'équipe.
Résumé des règles avancées

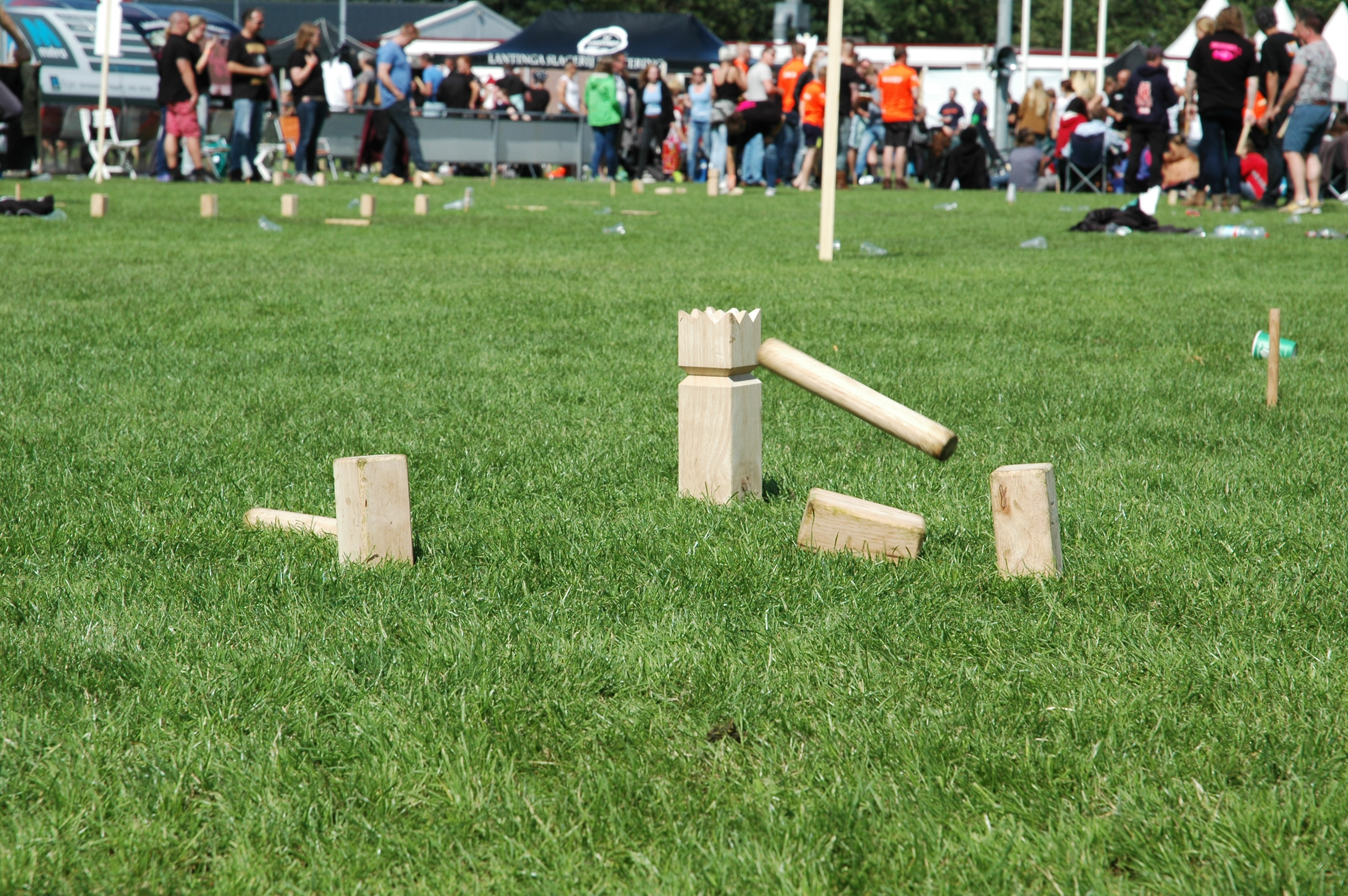
Le bâton est lancé contre les kubbs, tout en essayant d'éviter le roi.

- Début de partie : Les deux équipes lancent un bâton en essayant de s'approcher le plus près du roi sans le toucher. La plus proche commence.
- 1er tour : L'équipe A commence, se place derrière sa ligne de base (ligne où se trouvent les cinq kubbs) et tire sur les kubbs placés sur la ligne de base de l'équipe B avec deux bâtons.

Une fois que l'équipe A a lancé ses deux bâtons, l'équipe B ramasse tous les kubbs tombés et les relance dans la zone de l'équipe A (entre le roi et la ligne de base de l'équipe A).
Après chaque lancer d'un kubb, celui-ci est relevé et devient un kubb de champ. L'équipe B lance ensuite ses quatre bâtons pour faire tomber tous les kubbs de champ puis les kubbs de la ligne de base.
- 2e tour : Une fois que l'équipe B a lancé ses quatre bâtons, l'équipe A ramasse tous les kubbs tombés (kubbs de champ et kubbs de sa ligne de fond) et les relance, en se plaçant sur sa ligne de base, dans la zone de l'équipe B (entre le roi et la ligne de base de l'équipe B).

Après chaque lancer d'un kubb, celui-ci est relevé et devient un kubb de champ. L'équipe A s'avance ensuite pour lancer ses bâtons jusqu'à une ligne virtuelle, parallèle aux lignes de base et passant par le kubb de champ le plus proche du roi dans sa zone.
L'équipe A lance ses six bâtons pour faire tomber tous les kubbs de champ puis les kubbs de la ligne de base.
- Tours suivants : On repasse ensuite à l'équipe B.
- Fin de la partie : Dès qu'une équipe a fait tomber tous les kubbs présents dans le camp adverse (kubbs de champ et kubbs de la ligne du fond). L'équipe attaque le roi en se plaçant sur sa ligne de fond.

Règle du voisinage
La règle du voisinage (ou Neighbor rule, en anglais, aussi parfois appelée Elevation Award) est de plus en plus utilisée en championnat. En début de tour, lors de la phase de lancement des kubbs de champ, l'équipe lanceuse qui parvient (volontairement ou non) à faire atterrir un kubb au dessus d'autres kubbs (ils ne doivent plus toucher le sol) pourra alors le replacer où ils veulent dans la zone adverse (et pas nécessairement là où il avait atterri, comme il serait normalement d'usage). 
Cette règle permet de simplifier le relevage des kubbs, qui peut s'avérer problématique et long, notamment en championnat où la plupart des joueurs expérimentés regroupent leurs lancers dans un coin du terrain adverse (pour faire ensuite un tir groupé) grâce à la technique dite de Drilling. 
Ces tentatives de regroupement de kubbs sont propices à l'empilement des kubbs, et rendent la règle traditionnelle du relevage des kubbs de champ compliquée à appliquer, obligeant parfois à recourir à l'arbitrage et pouvant parfois obliger à relancer les kubbs du dessous qui étaient pourtant valides.

## Rencontres autour du Kubb

### En France
Il n'existe pas à proprement parler de championnat de France, mais des championnats qui sont organisés par des associations locales dans différents départements français. Il n'existe pas (encore) de Fédération française de Kubb au même titre qu'il existe une Fédération française de football.
Région parisienne
Associations Kaloumba, Mundus Karavan, Aléa. Des tournois et initiations sont régulièrement organisés pendant l'année.
Normandie
- Fédération des jeux et sports normands (jeuxtradinormandie.fr), T.H.T.N[3], La Chouque, 1066 sports et jeux normands (Caen): ces quatre associations sont spécialisées dans les jeux et sports traditionnels normands et viking proposent des initiations et des petits tournois régionaux.
- KubbaCaen NormaniA, vice-champion de France 2009 et champion de France 2010, a organisé le championnat de France en 2011 sur la plage d'Asnelle (Calvados). Un tournoi régional a lieu à Caen (Vallée des jardins) en septembre chaque année.
- Le KGB (« Kubb Game Bertrevillais ») organise un championnat sur plusieurs surfaces (sable, herbe, moquette) et un tournoi annuel à Bertreville (Normandie–Seine-Maritime) depuis 2012 sur herbe. Il est à noter qu'il existe un terrain de kubb municipal inauguré en 2016. Un jeu complet est disponible sur place, ainsi qu'un panneau explicatif des règles.

#### Championnat des Northmaen de la Côte d'Albâtre
- Champions 2014 : Les Kubb Bénis[4]
- Champions 2015 : Les Rubik's Kubb[4]
- Champions 2016 : Le Magic Kubb
- Champions 2017 : Les Mallariens
- Champions 2018 : Les Mallariens

#### Tournoi de Kubb Bertrevillais
- Champions 2012 : Le Magic Kubb
- Champions 2013 : Le Magic Kubb
- Champions 2014 : Les Chicoumy's
- Champions 2015 : Le Magic Kubb
- Champions 2016 : Les Mallariens
- Champions 2017 : Les Mallariens
- Champions 2018 : Les Mallariens

Midi-Pyrénées
L'association Ludi'Monde participe au développement organise des après-midi Kubb.
Provence
L'association La Grande Famille organise des initiations, des tournois, ainsi que des ateliers de fabrication.
Vendée
L'association Les Tables d'Olonne lors de rencontres amicales sur la plage.

### À l'étranger
Suède

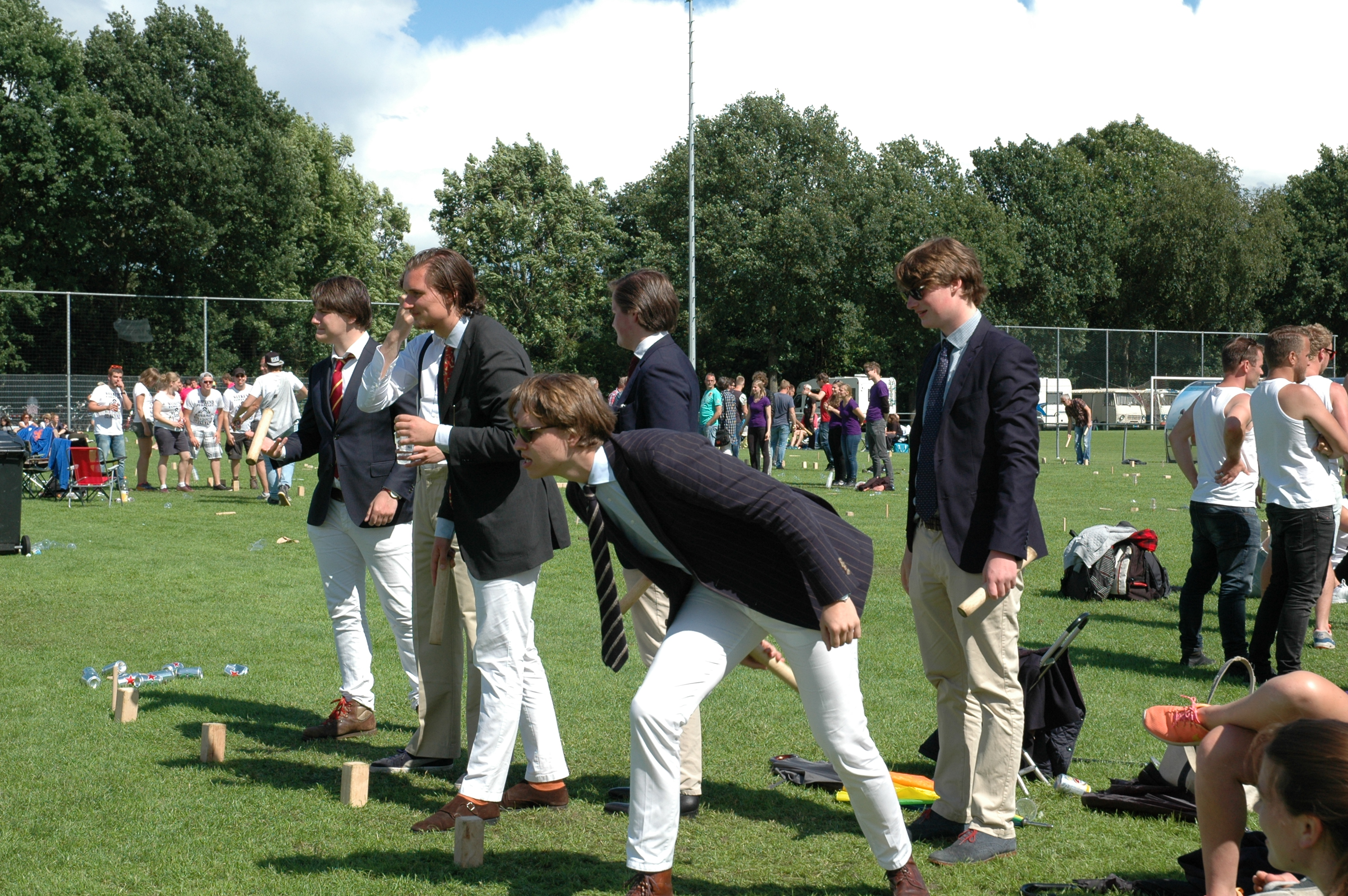
Des joueurs de Kubb hollandais en compétition

Association VM|Kubb. Les championnats du monde sont organisés tous les ans au mois d’août sur l'île de Gotland.
Belgique
Le tournoi Kubb Spel est organisé en août à Blaarmeersen (Gent).
Allemagne
- KUBB Championnat d'Europe
- Kubb Open Le tournoi est organisé en juin à Rostock.
- Kubbwiki d'Europe[4]

Royaume-Uni
The British Kubb Players Association - BKPA